# Рид, Гарри
Гарри Мейсон Рид (англ. Harry Mason Reid; 2 декабря 1939 — 28 декабря 2021) — бывший член Сената США от Демократической партии, с 2004 по 2017 год — лидер демократов в Сенате. В Сенате 110-го созыва, который начал работу в 2007 году, занял пост лидера демократического большинства, сохранив пост лидера демократов и после того, как они потеряли большинство в Сенате.

## Биография
Гарри Мейсон Рид (Harry Mason Reid) родился 2 декабря 1939 года в маленьком горнодобывающем городке Сёрчлайт в штате Невада. Его отец был шахтером, а мать подрабатывала прачкой. В Серчлайте не было средней школы, и Рид отправился учиться в соседний город Хендерсон. В школе он познакомился со своей будущей супругой Ландрой Гулд. У них пятеро детей и шестнадцать внуков.
Один из предпринимателей Хендерсона предоставил Риду дотацию на получение высшего образования. В 1961 году Рид окончил Университет штата Юта, а затем, в 1964 году, юридический факультет Университета Джорджа Вашингтона. В студенческие годы (с 1961 по 1964 год) подрабатывал в полицейском управлении Конгресса США.
После окончания учёбы Рид, уже успевший стать членом адвокатской коллегии Невады, вернулся в Хендерсон, где получил пост городского прокурора, который занимал до 1966 года. В 1968 году одержал победу на выборах в законодательное собрание штата. Выступал с первым в истории штата законопроектом о загрязнении воздуха, а также работал над законодательством по защите прав потребителей.
В 1970 году баллотировался на губернаторских выборах в паре с Майком О’Каллаганом, стал самым молодым вице-губернатором в истории Невады и занимал этот пост до 1974 года. С 1977 по 1981 год был председателем Комиссии по игорному бизнесу штата.
В 1982 году Рид был избран в Палату представителей Конгресса США, а в 1986 году — в Сенат. Он завоевал репутацию конструктивного политика, его заслуги были признаны не только демократами, но и видными республиканскими сенаторами. В 1999 году Рида выбрали заместителем лидера демократов и организатором партии в Сенате. На его счету законодательные акты в области образования, здравоохранения и налогообложения, а также защиты окружающей среды.
В 2005 году, после начала своего четвёртого сенатского срока, Рид был единогласно избран лидером демократов в Сенате. Известный ранее как сторонник компромиссов, он занял жесткую позицию в отношении администрации Джорджа Буша-младшего по поводу «дела Плейм» и войны в Ираке. В сентябре 2006 года Рид потребовал отставки министра обороны Доналда Рамсфелда.
7 ноября 2006 года в США состоялись промежуточные выборы, по результатам которых контроль над обеими палатами Конгресса получила Демократическая партия, и 8 ноября Буш официально объявил об отставке Рамсфелда. Рид объяснил поражение республиканцев тем, что американцы «устали от провалов последних шести лет». По всей видимости, в Сенате нового созыва возглавляемые Ридом демократы составят жесткую оппозицию администрации Буша по иракскому вопросу. 14 ноября 2006 года Рид был избран на пост лидера сенатского большинства.
20 марта 2014 года Министерство иностранных дел Российской Федерации опубликовало список санкций в отношении представителей США в ответ на санкционные меры против ряда российских официальных лиц в ответ на аннексию Крыма Российской Федерацией. В список вошло девять граждан США, в том числе Гарри Рид. Ему был закрыт въезд на территорию Российской Федерации.
28 апреля 2021 года в интервью английской газете «Daily Star», Рид заявил, что Владимир Путин отправляет корабли инопланетян (НЛО) следить за американскими военными кораблями.
Рид умер от рака поджелудочной железы в своем доме в Хендерсоне 28 декабря 2021 года, в возрасте 82 лет.